# ماسائو اینوئه (هنرپیشه)
ماسائو اینوئه (ژاپنی: 井上正夫؛ ۱۵ ژوئن ۱۸۸۱ – ۷ فوریهٔ ۱۹۵۰)، کارگردان، و هنرپیشهٔ فیلم و نمایش اهل ژاپن که به توسعه سینما و هنر نمایش در ژاپن کمک شایانی کرده است.
اینوئه متولد استان اهیمه، برای نخستین‌بار در سن ۱۷ سالگی بر روی صحنه رفت. اولین بازی وی بر روی صحنهٔ نمایش در توکیو، به عنوان عضو گروه تئاتر هُیو (Hōyō) در سال ۱۹۰۵ میلادی، انجام شد. همچنین مدرسه بازیگری خود را در سال ۱۹۳۶ میلادی راه‌انداری کرد و در سال ۱۹۴۹ میلادی به عضویت فرهنگستان هنر ژاپن انتخاب شد.
اینوئه یکی از اولین حامیان سینمای ژاپن و کارگردان فیلم اصلاح‌طلبانهٔ دختر ناخدا (大尉の娘؛ ۱۹۱۷ میلادی) در دوران جنبش سینمای ناب ژاپن می‌باشد.
او در غرب به خاطر بازی خود در شاهکار تجربی تینوسوکه کینوگاسا، برگی از جنون (۱۹۲۶ میلادی)، شناخته شده است. اینوئه با خودداری از دریافت دستمزد خدمات خود در این فیلم، از آن پشتیبانی و به آن کمک کرد.